# Зиновьев, Геннадий Степанович
Геннадий Степанович Зиновьев (род. 17.08.1939) — российский учёный, доктор технических наук, профессор.
Родился в Новосибирске.
Окончил Новосибирский электротехнический институт — НЭТИ (НГТУ) (1961), и работал там же: аспирант кафедры промэлектроники (1963-1967), ассистент, старший преподаватель, доцент (1970), профессор (с 1989 г.) кафедры промэлектроники, позже переименованной в кафедру электроники и электротехники.
Курсы: «Основы силовой электроники», «Электромагнитная совместимость устройств силовой электроники», «Промышленная электроника».
В 1994 году создал и возглавил научно-исследовательскую лабораторию энергооптимизации преобразовательных систем.
Доктор технических наук (1988).
Автор монографий, учебников и учебно-методических пособий.
Основные публикации:
- Силовая электроника : монография / Г. С. Зиновьев. — : Москва. Издательство Юрайт, 2012. — 667 с.
- Fundamentals of Power Electronics : монография / Г. С. Зиновьев. — : Novosibirsk, Res. Laboratory EOPC, NSTU, 2010. — 646 с.
- Основы силовой электроники, 4-е издание. : монография / Г. С. Зиновьев. — : Новосибирск, НГТУ, 2009. — 672 с.
- Силовая электроника в интеллектуальных электроэнергетических сетях. : монография / Г. С. Зиновьев. — : Новосибирск НИЛ ЭОПС, 2009. — 420 с
- Основы силовой электроники. Издание 3 : монография / Г. С. Зиновьев. — : Издательство НГТУ, 2004. — 672 с.
- Основы силовой электроники : монография / Г. С. Зиновьев. — : Издательство НГТУ, 2003. — 664 с.
- Прямые методы расчета энергетических показателей вентильных преобразователей : монография / Г. С. Зиновьев. — : Новосибирск: НГТУ, 1990. — 220 с.
- Электромагнитная совместимость устройств силовой электроники (электроэнергетический аспект) : учеб. пособие для IV—V курсов РЭФ (спец. 2004) днев. обучения / Г. С. Зиновьев ; Новосиб. гос. техн. ун-т. — Новосибирск : [б. и.], 1998. — 90 с. : ил.
- Основы преобразовательной техники. Ч.1: Системы управления вентильными преобразователями : монография / Г. С. Зиновьев. — : Новосибирск: НЭТИ, 1971. — 102 с.
- Основы преобразовательной техники: Ч.2: Выпрямители с улучшенным коэффициентом мощности : монография / Г. С. Зиновьев. — : Новосибирск: НЭТИ, 1971. — 79 с.
- Основы преобразовательной техники: Ч.3: Методы анализа установившихся и переходных процессов в вентильных преобразователях : монография / Г. С. Зиновьев. — : Новосибирск: НЭТИ, 1975. — 91 с.
- Основы преобразовательной техники: Ч.4: Опыт системного подхода к проектированию вентильных преобразователей : монография / Г. С. Зиновьев. — : Новосибирск: НЭТИ, 1981. — 115 с.

Награды:
- нагрудный знак «Отличник изобретательства РСФСР» (1989);
- нагрудный знак «Почётный работник высшего профессионального образования Российской Федерации» (2001).